# 李超代数
李超代数是李代数的推广，包含了Z2‑分次代数。李超代数在理论物理中十分重要，用于描述超对称的数学理论。其中，超代数的偶元素大多对应玻色子，奇元素大多对应费米子（也有相反者，如BRST超对称）。

## 定义
形式上看，李超代数是交换环（一般是R或C）上的非结合Z2-分次代数，或“超代数”，其积为[·, ·]，称作李超括号或超交换子，满足两个条件（与分次的通常李代数类似）：
超反对称性（skew-symmetry）：
{\displaystyle [x,y]=-(-1)^{|x||y|}[y,x].\ }
超雅可比恒等式：
{\displaystyle (-1)^{|x||z|}[x,[y,z]]+(-1)^{|y||x|}[y,[z,x]]+(-1)^{|z||y|}[z,[x,y]]=0,}
其中x、y、z在Z2分次中为纯。|x|表示x的度（0或1）。[x,y]的度是x、y度之和模2。
有时，还会在{\displaystyle |x|=0}时添加公理{\displaystyle [x,x]=0}（若2可逆，则公理自动成立）；对{\displaystyle |x|=1}时，有{\displaystyle [[x,x],x]=0}（若3可逆，则公理自动成立）。当基环是整数或李超代数是自由模时，这些条件等同于庞加莱–伯克霍夫–威特定理成立的条件（一般而言是定理成立的必要条件）。
正如对李代数一样，李超代数的泛包络代数可被赋予霍普夫代数结构。
反交换、在分次意义上雅可比的分次李代数（按Z或N分次）也有{\displaystyle Z_{2}}分次（称作将代数“卷”为奇偶部分），但不称作“超”。

## 性质
令{\displaystyle {\mathfrak {g}}={\mathfrak {g}}_{0}\oplus {\mathfrak {g}}_{1}}为李超代数。通过观察雅可比恒等式，可发现有8种情况取决于参数的奇偶。以奇元素个数为索引，分成4类：
1. 无奇元素。即{\displaystyle {\mathfrak {g}}_{0}}为平凡李代数。
2. 1个奇元素。则{\displaystyle {\mathfrak {g}}_{1}}是作用{\displaystyle \mathrm {ad} _{a}:b\rightarrow [a,b],\quad a\in {\mathfrak {g}}_{0},\quad b,[a,b]\in {\mathfrak {g}}_{1}}的{\displaystyle {\mathfrak {g}}_{0}}模。
3. 2个奇元素。雅可比恒等式说明括号{\displaystyle {\mathfrak {g}}_{1}\otimes {\mathfrak {g}}_{1}\rightarrow {\mathfrak {g}}_{0}}是对称{\displaystyle {\mathfrak {g}}_{1}}映射。
4. 3个奇元素。对所有{\displaystyle b\in {\mathfrak {g}}_{1}}，都有{\displaystyle [b,[b,b]]=0}。

因此，李超代数的偶超代数{\displaystyle {\mathfrak {g}}_{0}}形成（正常）李代数，因为所有符号都消失了，超括号变为普通李括号；而{\displaystyle {\mathfrak {g}}_{1}}是{\displaystyle {\mathfrak {g}}_{0}}的线性表示，存在对称{\displaystyle {\mathfrak {g}}_{0}}等变线性映射{\displaystyle \{\cdot ,\cdot \}:{\mathfrak {g}}_{1}\otimes {\mathfrak {g}}_{1}\rightarrow {\mathfrak {g}}_{0}}使得
{\displaystyle [\left\{x,y\right\},z]+[\left\{y,z\right\},x]+[\left\{z,x\right\},y]=0,\quad x,y,z\in {\mathfrak {g}}_{1}.}
条件(1)–(3)是现行的，都可以用普通李代数来理解。条件(4)是飞现行的，且是在从普通李代数（{\displaystyle {\mathfrak {g}}_{0}}）和表示（{\displaystyle {\mathfrak {g}}_{1}}）开始构造李超代数时最难验证的条件。

## 对合
∗李超代数是配备自身到自身的对合反线性映射的复李超代数，映射反映Z2分次且对李超代数中所有x、y都有{\displaystyle [x,\ y]^{*}=[y^{*},\ x^{*}]}（有人更喜好约定{\displaystyle [x,\ y]^{*}=(-1)^{|x||y|}[y^{*},\ x^{*}]}；将*改为−*可在两种约定之间切换）。其泛包络代数将是普通对合代数。

## 例子
给定结合超代数{\displaystyle A}，可通过以下方式定义齐次元素上的超交换子：
{\displaystyle [x,y]=xy-(-1)^{|x||y|}yx\ }
然后线性延伸到所有元素。代数{\displaystyle A}与超交换子共同构成李超代数。这个过程最简单的例子也许是当{\displaystyle A}为超向量空间{\displaystyle V}中所有线性函数{\displaystyle \mathbf {End} (V)}的空间。{\displaystyle V=\mathbb {K} ^{p|q}}时，该空间可表为{\displaystyle M^{p|q}}或{\displaystyle M(p|q)}。用上述李括号，空间可表为{\displaystyle {\mathfrak {gl}}(p|q)}。
同伦群上的怀特海德积给出了许多整数上的李超代数的例子。
超庞加莱代数生成了平面超空间的等距。

## 分类
维克托·卡茨对简单复有限维李超代数进行了分类：（不包括李代数）
特殊线性李超代数 {\displaystyle {\mathfrak {sl}}(m|n)}.
李超代数{\displaystyle {\mathfrak {sl}}(m|n)}是{\displaystyle {\mathfrak {gl}}(m|n)}的超代数，包含超迹为0的矩阵。{\displaystyle m\not =n}时是简单的；{\displaystyle m=n}时，单位矩阵{\displaystyle I_{2m}}产生一个理想。对理想取商，可得 {\displaystyle {\mathfrak {sl}}(m|m)/\langle I_{2m}\rangle }，对{\displaystyle m\geq 2}是简单的。
正交辛李超代数 {\displaystyle {\mathfrak {osp}}(m|2n)}.
考虑{\displaystyle \mathbb {C} ^{m|2n}}上的偶、非退化、超对称双射形式{\displaystyle \langle \cdot ,\cdot \rangle }，则正交辛李超代数是{\displaystyle {\mathfrak {gl}}(m|2n)}的超代数，包含的矩阵满足下式不变：{\displaystyle {\mathfrak {osp}}(m|2n)=\{X\in {\mathfrak {gl}}(m|2n)\mid \langle Xu,v\rangle +(-1)^{|X||u|}\langle u,Xv\rangle =0{\text{ for all }}u,v\in \mathbb {C} ^{m|2n}\}.}其偶部由{\displaystyle {\mathfrak {so}}(m)\oplus {\mathfrak {sp}}(2n)}给出。
例外李超代数 {\displaystyle D(2,1;\alpha )}.
有一族取决于参数{\displaystyle \alpha }的(9∣8)维李超代数，它们是{\displaystyle D(2,1)={\mathfrak {osp}}(4|2)}的变形。若{\displaystyle \alpha \not =0}、{\displaystyle \alpha \not =-1}，则D(2,1,α)是简单的；若{\displaystyle \alpha }、{\displaystyle \beta }在映射{\displaystyle \alpha \mapsto \alpha ^{-1}}、{\displaystyle \alpha \mapsto -1-\alpha }的作用下处于同一轨道，则{\displaystyle D(2,1;\alpha )\cong D(2,1;\beta )}。
例外李超代数 {\displaystyle F(4)}.
具有维度(24|16)。偶部由{\displaystyle {\mathfrak {sl}}(2)\oplus {\mathfrak {so}}(7)}给出。
例外李超代数 {\displaystyle G(3)}.
具有维度(17|14)。偶部由{\displaystyle {\mathfrak {sl}}(2)\oplus G_{2}}给出。
还有2个所谓“奇异”序列，分别叫做{\displaystyle {\mathfrak {pe}}(n)}、{\displaystyle {\mathfrak {q}}(n)}.
Cartan类型。可分为4族：{\displaystyle W(n)}、{\displaystyle S(n)}、{\displaystyle {\widetilde {S}}(2n)}、{\displaystyle H(n)}。对于简单李超代数的Cartan类型，奇部在偶部的作用下不再完全可还原。

## 无穷维简单线性紧李超代数的分类
分类包含10个系列W(m, n), S(m, n) ((m, n) ≠ (1, 1)), H(2m, n), K(2m + 1, n), HO(m, m) (m ≥ 2), SHO(m, m) (m ≥ 3), KO(m, m + 1), SKO(m, m + 1; β) (m ≥ 2), SHO ∼ (2m, 2m), SKO ∼ (2m + 1, 2m + 3)及5个例外代数：
E(1, 6), E(5, 10), E(4, 4), E(3, 6), E(3, 8)
最后两个特别有趣（据Kac所说），因为它们的零级代数是标准模型规范群SU(3)×SU(2)×U(1)。无穷维（仿射）李超代数是超弦理论中重要的对称，具体来说，具有{\displaystyle {\mathcal {N}}}超对称的Virasoro代数是{\displaystyle K(1,{\mathcal {N}})}，其只有中心扩展到{\displaystyle {\mathcal {N}}=4}。

## 范畴论定义
范畴论中，李超代数可定义为非结合超代数，其积满足
- {\displaystyle [\cdot ,\cdot ]\circ ({\operatorname {id} }+\tau _{A,A})=0}
- {\displaystyle [\cdot ,\cdot ]\circ ([\cdot ,\cdot ]\otimes {\operatorname {id} }\circ ({\operatorname {id} }+\sigma +\sigma ^{2})=0}

其中σ是循环包络辫{\displaystyle ({\operatorname {id} }\otimes \tau _{A,A})\circ (\tau _{A,A}\otimes {\operatorname {id} })}。以图表示：

### 历史
- Frölicher, A.; Nijenhuis, A. . Indagationes Mathematicae. 1956, 59: 338–350. doi:10.1016/S1385-7258(56)50046-7..
- Gerstenhaber, M. . Annals of Mathematics. 1963, 78 (2): 267–288. JSTOR 1970343. doi:10.2307/1970343.
- Gerstenhaber, M. . Annals of Mathematics. 1964, 79 (1): 59–103. JSTOR 1970484. doi:10.2307/1970484.
- Milnor, J. W.; Moore, J. C. . Annals of Mathematics. 1965, 81 (2): 211–264  [2023-11-19]. JSTOR 1970615. doi:10.2307/1970615. （原始内容存档于2023-11-19）.